# Das Dreimäderlhaus (1958)
Das Dreimäderlhaus ist ein schweizerisch-österreichischer Liebesfilm aus dem Jahr 1958 unter der Regie von Ernst Marischka frei nach dem gleichnamigen Bühnenstück von Alfred Maria Willner, Heinz Reichert und Heinrich Berté und dem Roman Schwammerl von Rudolf Hans Bartsch.
Karlheinz Böhm verkörpert den Komponisten Franz Schubert. Die weiteren Hauptrollen des Films sind mit Johanna Matz, Rudolf Schock, Magda Schneider und Gustav Knuth besetzt.

## Handlung
Im Jahr 1826 gibt der große Komponist Beethoven ein vielumjubeltes Klavierkonzert, dem auch der junge Schubert beiwohnt, während seine Freunde Baron Franz von Schober, Moritz von Schwind, Leopold Kupelwieser und Johann Mayrhofer sich im Wirtshaus treffen. Schubert ist tief beeindruckt und entfernt sich wortlos, worauf ein anderer Zuhörer meint, der verstehe halt nichts von Musik. Schubert stößt zu seinen Freunden und muss mit anhören, wie ein Musikverleger Beethovens Musik verreißt. Er kann nicht an sich halten und sagt dem Mann unmissverständlich seine Meinung. Beethoven stehe auf einer solch einsamen Höhe, dass man nur stumm zu ihm hinaufschauen könne, niederknien müsse man. Der Musikverleger ist jedoch nicht eingeschnappt, sondern meint, der junge Mann gefalle ihm. Als Schubert sich anderentags bei dem Musikverleger Diabelli vorstellt, erkennt er in ihm den Mann wieder, mit dem er sich am Abend zuvor angelegt hatte.
Der Verleger hat gerade den bekannten Hofopernsänger Vogl in ein Zimmer gesperrt, damit er sich mit Schuberts Liedern befasst. Alsbald hört man ihn tatsächlich singen. Den Namen Schubert werde man sich merken müssen, meint Diabelli zu einem seiner Angestellten.
Schubert trifft sich mit seinem Freund Moritz von Schwind, der gerade das Beethoven-Haus malt. Kurz darauf kommt der fast schon taube Komponist aus seinem Haus, ernst wie immer. Als die vier Freunde später in weiblicher Gesellschaft in Grinzing zusammensitzen, nutzen sie Schuberts kurze Abwesenheit dazu, um den Plan zu schmieden, dass der Freund sich einmal verlieben müsse. Zwei von ihnen halten die Hannerl Tschöll aus dem Dreimäderlhaus für die richtige. Einzig Baron von Schober hält sich zurück, denn für ihn ist die Hannerl das reizendste Mädchen überhaupt. Schnell ist der Entschluss gefasst, am kommenden Sonntag eine Landpartie in Damenbegleitung zu machen. Schubert und Hannerl kommen sich bei dem Ausflug näher. Im Hause der Tschölls ist dagegen guter Rat teuer, Andreas und Ferdinand, die zukünftigen Ehemänner von Hederl und Heiderl, sind überraschend eingetroffen und die beiden Frauen sind nicht da. Auf der Landpartie dagegen geht es vergnüglich zu, man isst, trinkt und singt miteinander. Hannerl beschließt, Klavierunterricht bei Schubert zu nehmen. Bei ihrem Vater handelt sie eine mehr als angemessene Bezahlung für den Komponisten aus, wohl wissend, dass er wenig Geld verdient. Als sie Schubert etwas vorspielt, zeigt er ihr, wie seine Musik gemeint ist. Bezahlen lassen will er sich für die Freude, sie während der Klavierstunden bei sich zu haben, allerdings nicht.
Am Abend singt der berühmte Hofopernsänger Vogl im Palais Esterházy erstmals Schuberts Lieder öffentlich. Diabelli hat es so gedreht, dass Vogls Begleitung ausfällt und Schubert so selbst am Klavier sitzen kann. Nach einigem Hin und Her singt Vogl Das Lied an die Musik und Schubert begleitet ihn, es folgen weitere Lieder Schuberts, so beispielsweise Die Forelle. Der Abend wird ein voller Erfolg und Vogl und Schubert reichen sich die Hand in Freundschaft. Zur selben Zeit wird auch im Hause Tschöll musiziert und gesungen. Christian Tschöll meint, welche Wirkung doch eine einzige Klavierstunde haben könne, wenn sie von einem Genie gegeben werde.
Leise flehen meine Lieder ist Schuberts neue Komposition, die die Freunde auf seinem Klavier finden. Sie bitten Franz von Schober das Lied zu singen, sie wissen, dass es ihm schwerfällt, weil er selbst viel für Hannerl empfindet, und meinen, was er für ein großartiger Freund sei. Schubert kommt hinzu, er hat für sich und die Freunde Karten für die Generalprobe von Beethovens Fidelio. Die Freunde sind begeistert. Die Probe gerät allerdings zu einem Fiasko, da Beethoven, der selbst dirigiert, inzwischen völlig taub ist. Ihm bleibt nur, den Dirigierstab an seinen Konzertmeister zu übergeben. Die Freunde sind voll tiefen Mitgefühls, da sie nachempfinden können, was das für einen solchen Musiker bedeutet.
Im Hause Tschöll feiert man die Hochzeit von Hederl und Heiderl. Christian Tschöll empfängt Schubert besonders freundlich und deutet gegenüber dem Komponisten an, dass seine Tochter Hannerl mehr für ihn empfinde als nur Freundschaft. Schubert fasst sich daraufhin ein Herz, bittet allerdings seinen Freund Franz von Schober darum, Hannerl sein Liebeslied, das er extra für sie geschrieben hat, vorzusingen. Er selbst könne das nicht, dazu sei er viel zu aufgeregt. Schober versucht vergeblich diese Bitte abzuschlagen, wie soll sein Freund auch wissen, wie schwer ihm dieses Ansinnen fällt. Er ringt sich dann aber durch, Schuberts Bitte zu entsprechen. „Liebes Fräulein Hannerl, dieses Lied soll mehr sein als ein gewöhnliches Lied, es soll zu Ihnen sprechen und Ihnen sagen, was ein Herz für Sie fühlt.“ Dann singt er: „Dein ist mein Herz und wird es ewig bleiben.“ Kaum hat er geendet, stürmt Hannerl nicht auf Schubert, sondern auf von Schober zu und umarmt und küsst ihn. Schubert ist zutiefst betroffen. Kurz darauf soll die Hochzeit stattfinden und Hannerl hat Schubert gebeten, das Liebeslied in der Kirche vorzutragen. Von ihren Schwestern erfährt sie, wie das damals wirklich gewesen sei und dass Schubert das Lied eigentlich für sie geschrieben habe, um ihr seine Liebe zu gestehen, und nun mute sie ihm auch das noch zu. Hannerl macht diese Mitteilung sehr zu schaffen.
Nach der Hochzeitsfeier bedankt sich Hannerl bei Schubert für alles, der ihr bedeutet, dass sie jetzt die Frau seines besten Freundes sei, dem er, genau wie ihr, nur das Allerschönste wünsche, und wenn sie ihm eine große Freude machen wolle, dann solle sie alles vergessen und seinen Freund sehr glücklich machen. Als sie wissen will, was mit ihm sei, entgegnet er, er habe ja seine Musik.

## Produktion und Hintergrund
Der Film wurde 1958 in den Ateliers der Wien-Filmgesellschaft mbH Sievering und Rosenhügel hergestellt von der ASP/ERMA Filmproduktionsges. Ernst Marischka & Co. Für die Ausstattung/Bauten war Fritz Jüptner-Jonstorff verantwortlich. Alexander Sawczynski assistierte ihm. Die Kostüme stammen von Leo Bei und Gerdago. Uraufgeführt wurde Das Dreimäderlhaus am 18. Dezember 1958 in München.
Staatsopernmitglied Wilma Lipp lieh Johanna Matz (Hannerl) ihre Stimme; Lipp selbst ist am Ende des Filmes mit Schuberts Ave Maria nicht nur zu hören, sondern auch zu sehen. Der Pianist Alexander Jenner spielt Beethovens Klavierkonzert Nr. 5 in Es-Dur, das im Film von Ewald Balser, der Beethoven darstellt, vorgetragen wird. Im Film erklingt das Lied Am Brunnen vor dem Tore. Schubert vertonte das Lied, das zum Gedichtzyklus Winterreise gehört.
Historie: Franz Schubert (1797–1828) war ein österreichischer Komponist. Er wurde als dreizehntes von sechzehn Kindern geboren. Schon im frühen Kindesalter bekam Schubert Violin- und Orgelunterricht. Auch seine Begabung in der Komposition kristallisierte sich schon früh heraus. Wegen seiner schönen Stimme wurde er als Sängerknabe aufgenommen. Dort lernte er viele seiner späteren Freunde kennen wie Joseph von Spaun, Albert Stadler und Anton Holzapfel. Über seinen Freund Spaun kam er in Kontakt mit Franz von Schober. Zu seinem Freundeskreis, der sich ständig erweiterte, gehörten unter anderem der Maler Moritz von Schwind, der Dichter Johann Mayrhofer sowie der Bariton Johann Michael Vogl, einer der wichtigsten Sänger der Wiener Hofoper. Auch zu den Brüdern Joseph Kupelwieser, seinem späteren Librettisten, und Leopold Kupelwieser, seines Zeichens Maler, pflegte Schubert engen Kontakt. Erst 1827, ein Jahr vor seinem frühen Tod, konnte Schubert von seinen Freunden zu einem eigenen Konzert überredet werden, das auch prompt ein großer Erfolg wurde.
Verfilmungen mit ähnlichem Titel
- 1918: Das Dreimäderlhaus. Schuberts Liebesroman. Regie: Richard Oswald, Darsteller Franz Schubert: Julius Spielmann.
- 1936: Drei Mäderl um Schubert. Regie: E. W. Emo, Franz Schubert: Paul Hörbiger

Weitere Verfilmungen siehe  → hier
DVD
Der Film ist am 6. Juli 2007 von Kinowelt auf DVD herausgegeben worden. Am 7. November 2008 erschien ebenfalls bei Kinoweit die DVD „Ein Wiedersehen mit Karlheinz Böhm“, die neben einem weiteren Film auch Das Dreimäderlhaus enthält.

## Kritik
„Marischka kennt in puncto Schmalz kein Erbarmen.“

Das Lexikon des Internationalen Films sprach von einer „rührselige[n] Geschichte [um] Franz Schubert, der sich ins herzige Hannerl verliebt und sie durch sein Ungeschick an einen Freund verliert.“ Weiter hieß es: „Ausgesprochen schablonenhafte Verfilmung; eine gefühlsselige Wien-Schmonzette mit Kitsch und Schubert-Melodien“.
Spielfilm.de schrieb: „Gefühlvolles musikalisches Melodram um die Liebe des Komponisten Franz Schubert, untermalt mit seinen einzigartigen Melodien. In der Hauptrolle überzeugt der unverwechselbare Karlheinz Böhm!“